# Mumonja
Mumonja je nenaseljeni otočić u hrvatskom dijelu Jadranskog mora.
Njegova površina iznosi 0,011 km². Dužina obalne crte iznosi 0,43 km.